# Opo-eup
Opo-eup (koreanska: 오포읍) är en köping i kommunen Gwangju i provinsen Gyeonggi i den norra delen av Sydkorea, 30 km öster om huvudstaden Seoul.